# Agrostologia Helvetica, definitionem
Agrostologia Helvetica, definitionem (abreviado Agrost. Helv.) es un libro con ilustraciones y descripciones botánicas que fue escrito por el pastor, profesor y botánico suizo Jean François Aimée Gottlieb Philippe Gaudin y publicado en Ginebra en dos volúmenes en el año 1811 con el nombre de Agrostologia helvetica definitionem descriptionemque graminum et plantarum eis affinium in Helvetia sponte nascentium complectens Parisiis.